# Tin Ujević
Augustin »Tin« Ujević,  hrvaški pesnik, pisatelj in prevajalec, * 5. julij 1891, Vrgorac, † 12. november 1955, Zagreb.
Velja za enega najpomembnejših hrvaških pesnikov vseh časov. V času pred prvo svetovno vojno se je kratek čas angažiral tudi politično in je s članki ostro nastopal proti Avstro-Ogrski ter za zvezo med Hrvaško in Srbijo, a je zaradi nestrinjanja z idejo jugoslovanskega unitarizma politično dejavnost opustil in deloval samo še kot literat.